# العلاقات الوسط إفريقية السنغافورية
العلاقات الوسط أفريقية السنغافورية هي العلاقات الثنائية التي تجمع بين جمهورية أفريقيا الوسطى وسنغافورة.

## مقارنة بين البلدين
هذه مقارنة عامة ومرجعية للدولتين:
| وجه المقارنة                                              | جمهورية أفريقيا الوسطى      | سنغافورة                                                             |
| --------------------------------------------------------- | --------------------------- | -------------------------------------------------------------------- |
| المساحة (كم2)                                             | 622.98 ألف                  | 719                                                                  |
| عدد السكان (نسمة)                                         | 4.66 مليون                  | 5.89 مليون                                                           |
| الكثافة السكانية (ن./كم²)                                 | 7.48                        | 819.19 ألف                                                           |
| العاصمة                                                   | بانغي                       | سنغافورة                                                             |
| اللغة الرسمية                                             | لغة فرنسية، اللغة السانغوية | لغة إنجليزية، اللغة الملايو، اللغة الصينية القياسية، اللغة التاميلية |
| العملة                                                    | فرنك وسط أفريقي             | دولار سنغافوري                                                       |
| الناتج المحلي الإجمالي (بليون دولار)                      | 1.95 مليار                  | 323.91 مليار                                                         |
| الناتج المحلي الإجمالي (تعادل القوة الشرائية) بليون دولار | 3.03 مليار                  | 472.59 مليار                                                         |
| الناتج المحلي الإجمالي الاسمي للفرد دولار أمريكي          | 323                         | 52.89 ألف                                                            |
| الناتج المحلي الإجمالي للفرد دولار أمريكي                 | 594                         | 82.76 ألف                                                            |
| مؤشر التنمية البشرية                                      | 0.350                       | 0.925                                                                |
| رمز المكالمات الدولي                                      | +236                        | +65                                                                  |
| رمز الإنترنت                                              | .cf                         | .sg                                                                  |
| المنطقة الزمنية                                           | ت ع م+01:00                 | ت ع م+08:00، توقيت سنغافورة المنسق ‏                                  |

## منظمات دولية مشتركة
يشترك البلدان في عضوية مجموعة من المنظمات الدولية، منها:
| علم المنظمة | اسم المنظمة                               | تاريخ انضمام جمهورية أفريقيا الوسطى | تاريخ انضمام سنغافورة |
| ----------- | ----------------------------------------- | ----------------------------------- | --------------------- |
|             | مؤسسة التنمية الدولية                     | 27 أغسطس 1963                       | 27 سبتمبر 2002        |
|             | يونسكو                                    | 11 نوفمبر 1960                      | 8 أكتوبر 2007         |
|             | وكالة ضمان الاستثمار متعدد الأطراف        | 8 سبتمبر 2000                       | 24 فبراير 1998        |
|             | الأمم المتحدة                             | 20 سبتمبر 1960                      | 21 سبتمبر 1965        |
|             | الاتحاد البريدي العالمي                   | ?                                   | ?                     |
|             | البنك الدولي للإنشاء والتعمير             | 10 يوليو 1963                       | 3 أغسطس 1966          |
|             | الاتحاد الدولي للاتصالات                  | 2 ديسمبر 1960                       | 22 أكتوبر 1965        |
|             | منظمة حظر الأسلحة الكيميائية              | ?                                   | ?                     |
|             | مؤسسة التمويل الدولية                     | 1 أبريل 1991                        | 4 سبتمبر 1968         |
|             | المركز الدولي لتسوية المنازعات الاستشارية | 14 أكتوبر 1966                      | 13 نوفمبر 1968        |
|             | منظمة التجارة العالمية                    | ?                                   | ?                     |
|             | منظمة الشرطة الجنائية الدولية             | ?                                   | ?                     |

## وصلات خارجية
- موقع وزارة الخارجية السنغافورية